# Clássica da Arrábida 2023
La Classica da Arrabida 2023, sesta edizione della corsa e valida come prova dell'UCI Europe Tour 2023 classe 1.2, si svolse il 19 marzo 2023 su un percorso di 182 km, con partenza da Palmela e arrivo a Sesimbra, in Portogallo. La vittoria fu appannaggio del venezuelano Orluis Aular, il quale completò il percorso in 4h20'02", alla media di 41,995 km/h, precedendo lo spagnolo Álex Jaime e il portoghese Francisco Campos.
Sul traguardo di Sesimbra 90 ciclisti, dei 117 partiti da Palmela, portarono a termine la competizione.

## Squadre partecipanti
| N.    | Cod. | Squadra                          |
| ----- | ---- | -------------------------------- |
| 1-7   | CJR  | Caja Rural-Seguros RGA           |
| 11-17 | EKP  | Equipo Kern Pharma               |
| 21-27 | CDF  | ABTF Betão-Feirense              |
| 31-37 | ATF  | APHotels & Resorts-Tavira        |
| 41-47 | ALL  | Aviludo-Louletano-Loulé Concelho |
| 51-57 | BSP  | BAI Sicasal Petro de Luanda      |
| 61-67 | BAI  | Bike Aid                         |
| 71-77 | LAA  | Credibom-LA Alumínios-Marcos Car |
| 81-87 | EFL  | Efapel Cycling                   |

| N.      | Cod. | Squadra                               |
| ------- | ---- | ------------------------------------- |
| 91-97   | EHE  | Electro Híper Europa                  |
| 101-107 | GCT  | Glassdrive-Q8-Anicolor                |
| 111-116 | KSU  | Kelly Simoldes UDO                    |
| 131-137 | TAV  | Tavfer-Ovos Matinados-Mortágua        |
| 141-147 | TRI  | Trinity Racing                        |
| 151-157 |      | Fonte Nova-Felgueiras                 |
| 161-166 |      | JV Perfis Windmob                     |
| 171-177 |      | Santa Maria da Feira-Segmento d'Época |

## Ordine d'arrivo (Top 10)
| Pos. | Corridore         | Squadra     | Tempo    |
| ---- | ----------------- | ----------- | -------- |
| 1    | Orluis Aular      | Caja Rural  | 4h20'02" |
| 2    | Álex Jaime        | Kern Pharma | s.t.     |
| 3    | Francisco Campos  | Fonte Nova  | a 8"     |
| 4    | Alejandro Ropero  | Electro     | s.t.     |
| 5    | João Medeiros     | Credibom    | s.t.     |
| 6    | Jon Barrenetxea   | Caja Rural  | a 10"    |
| 7    | Adrián Bustamante | Kelly       | a 13"    |
| 8    | Oliver Rees       | Trinity     | s.t.     |
| 9    | Rafael Silva      | Efapel      | a 14"    |
| 10   | Luke Lamperti     | Trinity     | s.t.     |